# Em Bryant
Em Bryant é um ex-jogador de basquete norte-americano que foi campeão da Temporada da NBA de 1968-69 jogando pelo Boston Celtics.